# Sociedade em comandita por ações
Ao lado da sociedade anônima, a sociedade em comandita por ações é um dos dois tipos de sociedade por ações admitidos no direito comercial e societário, e sua existência e regulamentação dependem das leis comerciais e societárias do país onde está registrada.
Segundo leciona o político brasileiro Amador Paes de Almeida: "Sociedade em comandita por ações é aquela em que o capital, tal como nas sociedades anônimas, se divide em ações, respondendo os acionistas apenas pelo preço das ações subscritas ou adquiridas, assumindo os diretores responsabilidade solidária e ilimitada pelas obrigações sociais". A sociedade em comandita por ações rege-se, por exemplo, pela Lei Brasileira 6.404/76, especificamente nos arts. 280 e 284, e também no Código Civil de 2002, da sociedade personificada, capítulo IV. Ou na Lei Uniforme de Parceria Limitada (ULPA) dos EUA que aborda a formação, operação e responsabilidades de sociedades em comandita (incluindo sociedades em comandita por ações) em nível estadual. Este tipo de sociedade opera por firma ou denominação, sendo a responsabilidade do diretor ilimitada e subsidiária, conforme o art. 1091, CC/02, in verbis: "Somente o acionista tem qualidade para administrar a sociedade e, como diretor, responde subsidiária e ilimitadamente pelas obrigações da sociedade". No caso de existir mais de um diretor, todos responderão de forma solidária e ilimitada. O diretor destituído ou exonerado continua, durante dois anos, responsável pelas obrigações sociais contraídas sob sua administração, conforme inteligência do art. 1.091 § 3, CC/02. 
Um diretor só pode ser destituído por deliberação de acionistas que representem, no mínimo, dois terços do capital social.
Há de se notar que as sociedades por ações (isto é, a sociedade anônima e também a do tipo em comandita por ações) são sempre empresárias, conforme estabelece o NCC no § único do art. 982.
Consiste numa sociedade sob forma ou razão social, na qual figuram duas classes de sócios.
Todavia, as disposições específicas que regem a sociedade em comandita por ações podem variar significativamente de um país para outro. Aqui foram apresentadas as visões societárias predominantemente brasileiras. No entanto, seu propósito central continuará o mesmo.